# Hans-Joachim Schwark
Hans-Joachim Schwark (* 26. Dezember 1926 in Ribbinnen, später umbenannt in Jägershagen, Kreis Gumbinnen; † 5. August 2018 in Gera) war ein deutscher Hochschullehrer für Tierzucht und einer der bedeutendsten Hippologen der deutschen Nachkriegsgeschichte.

## Biografie
Hans-Joachim Schwark wuchs in Ostpreußen auf dem Bauernhof seiner Eltern auf. Von 1933 bis 1941 besuchte er die Volksschule in Jägershagen.
Zwischen 1941 und 1943 erhielt er eine zweistufige Berufsausbildung – Landarbeits- und Landwirtschaftslehre. Von 1943 bis 1944 folgte die Einberufung zum Reichsarbeitsdienst in Kaunas/Litauen, danach bediente er von 1944 bis 1945 ein Sturmgeschütz bei der Ersatz- und Ausbildungsabteilung 300 sowie Sturmgeschützbrigade 244. Von 1946 bis 1948 war er in der landwirtschaftlichen Betrieben Nordrhein-Westfalens und Thüringens tätig. Schwark besuchte 1948/1949 die Fachschule für Landwirtschaft in Eisenach, Thüringen. Danach folgte von 1949 bis 1952 ein Studium der Agrarwissenschaften an der Friedrich-Schiller-Universität Jena zum Diplom-Landwirt. Von 1952 bis 1957 war er als Wissenschaftlicher Assistent und Oberassistent am Institut für Tierzucht und Milchwirtschaft in Jena tätig. 1956 erfolgten seine Promotion zum Dr. agr. an der Friedrich-Schiller-Universität Jena und das Staatsexamen zum „Tierzuchtleiter“ an der Humboldt-Universität zu Berlin. Von 1957 bis 1962 war er Direktor des Staatlichen Hengstdepots in Moritzburg/Sachsen. 1962 folgte seine Habilitation über die Haflingerzucht an der Friedrich-Schiller-Universität Jena.
Von 1962 bis 1965 war Schwark Professor mit Lehrauftrag und Direktor des Instituts für Tierzucht und Tierernährung an der Hochschule für Landwirtschaft in Bernburg und von 1965 bis 1970 Professor mit vollem Lehrauftrag und Direktor des Institutes für Tierzucht und Milchwirtschaft der Friedrich-Schiller-Universität Jena. Er war von 1968 bis 1971 Vizepräsident der Zentralstelle für Pferdezucht der DDR in Berlin und von 1968 bis 1990 Vorsitzender des Zuchtbeirates der Zentralstelle für Pferdezucht der DDR in Berlin. Von 1970 bis 1992 war er ordentlicher Professor für Tierzucht und Leiter des Wissenschaftsbereiches Rinder- und Pferdezucht an der Universität Leipzig sowie 1975 bis 1990 Direktor der Sektion Tierproduktion und Veterinärmedizin.
1980 erhielt er eine Ehrenpromotion von der Agrarfakultät der Pannon-Universität in Keszthely/Ungarn.
Neben mehreren Büchern zu Pferden und zur Tierzucht schrieb Schwark 400 weitere wissenschaftliche Publikationen in Fachzeitschriften oder Kapitel in Fachbüchern. Als Direktor der Sektion Tierproduktion und Veterinärmedizin an der Universität Leipzig gelang es ihm, die wildbiologische Forschung zu aktivieren. Ab 1980 organisierte er gemeinsam mit Siegfried Prien, Professor an der Sektion Forstwissenschaften der TU Dresden in Tharandt, die Kolloquienreihe „Wildbiologie und Wildbewirtschaftung“, um mit auf die Erhaltung der Biodiversität, auf die ökologische Landnutzung, auf Wildbewirtschaftung und Naturschutz Einfluss zu nehmen.

## Mitgliedschaften in wissenschaftlichen Vereinigungen (Auswahl)
- Mitglied der Agrarwissenschaftlichen Gesellschaft der DDR, 1956–1990
- Mitglied im Beirat für Agrarwissenschaften beim Ministerium für Hoch- und Fachschulwesen der DDR, 1965–1990
- Mitglied der Akademie der Landwirtschaftswissenschaften der DDR, 1986–1990
- Mitglied der Arbeitsgemeinschaft Jagd- und Wildforschung der Akademie der Landwirtschaftswissenschaften der DDR, 1976–1990
- Mitglied der Deutschen Gesellschaft für Züchtungskunde seit 1990
- Mitglied der Gesellschaft für Wildtier- und Jagdforschung (GWJF)[5] seit 1990

## Auszeichnungen
- 1965: Verdienstmedaille der DDR
- 1973: Ehrennadel der Agrarwissenschaftlichen Vereinigung der DDR (Gold)
- 1977: Verdienter Züchter
- 1985: Verdienstmedaille der DDR
- 1980: Goldenes Ehrenzeichen des Tiroler Haflingerverbandes
- 1980: Verleihung der Ehrendoktorwürde durch die Pannon-Universität Keszethely/Ungarn
- 1986: Vaterländischer Verdienstorden der DDR (Bronze)
- 1988: Nationalpreis III. Klasse für Wissenschaft und Technik im Kollektiv
- 1996: Ehrenpreis des Sächsischen Staatsministeriums für Landwirtschaft, Ernährung und Forsten
- 2001: Ehrenmedaille der Gesellschaft für Wildtier- und Jagdforschung[6]

## Publikationen (Auswahl)
- Das Haflinger Pferd. Wittenberg 1965, 1986, 1988.
- (Hrsg.): Internationales Handbuch der Tierproduktion. 4 Bde., Berlin 1972–1987.
- Pferde. Nutzung, Züchtung, Fütterung, Berlin 1978.
- Rinderzucht. Anerkanntes Hochschullehrbuch, Berlin (Ost) 1983.
- Pferdezucht. Ein Fachbuch für Pferdezüchter und Pferdesportler. Neudamm 1984.
- Hengstbuch der Reitpferdezucht der DDR. 2 Bde., Leipzig 1982/1984.
- (Hrsg. u. Autor) Tierzucht in der DDR und in den neuen Bundesländern: Band 2: Teil Pferdezucht, Schaf- und Ziegenzucht, Geflügelzucht (Bonn 2008).[7]